# 韩正康
韩正康（1924年—），男，浙江慈溪人，中国家畜生理学家，曾任南京农业大学教授、博士生导师。